# Melitaea magniplaga
Melitaea magniplaga is een vlinder uit de familie Nymphalidae. De wetenschappelijke naam van de soort is voor het eerst geldig gepubliceerd in 1927 door Johannes Karl Max Röber.